# 폭스 비즈니스

폭스 비즈니스 네트워크(Fox Business Network)는 2007년 개국한 미국의 케이블 TV 뉴스 채널로, 폭스 뉴스의 부속 채널이다.

## 화면 비율
Fox Business Network의 고화질 시뮬레이션은 720p로 방송되었다. 이 피드에 표시된 프로그래밍은 원래 고화질로 제작되었지만 4 : 3 이미지로 자르고 통계 및 차트와 같은 추가 콘텐츠에 사용되는 추가 공간이 있는 화면 왼쪽으로 밀렸다. 더 많은 공간이 있는 더 넓은 티커; 정보 사이드 바는 "The Fox HD Wing"으로 명명되었습니다 (경쟁 업체 채널 CNBC HD는 2014년 10월 13일까지 완전히 중 된 시점까지 향상된 HD 형식을 사용했다).
2012년 9월 17일에 네트워크가 16 : 9 레터박스 형식으로 전환 한 결과 사이드 바 그래픽이 삭제되어 향상된 HD 형식이 모두 종료되었다. 이전 사이드 바 그래픽에서 이전에 볼 수 있었던 향상된 티커 및 헤드 라인은 화면의 하단 1/3로 이동했다. SD 및 HD 피드는 이제 다른 Fox 소유 자매 네트워크와 마찬가지로 동일한 16 : 9 레터박스 형식을 사용하였다.

## 경쟁 채널
- 블룸버그 TV
- CNBC